# Mark Donohue
Mark Neary Donohue, född 18 mars 1937 i Haddon Township, Camden County, New Jersey, död 19 augusti 1975 i Graz, Österrike, var en amerikansk racerförare.

## Racingkarriär
Donohue vann Indianapolis 500 och körde formel 1 för i huvudsak Penske. Han kom som bäst trea i Kanadas Grand Prix 1971, vilket var hans debutlopp i F1.
Donohue avled efter en krasch under uppvärmningen inför Österrikes Grand Prix 1975. Donohue klev ur bilen och pratade med funktionärerna, men sedan gick något fel och han fördes i ilfart till sjukhus där han senare avled.
Donohue blev för sina insatser invald i International Motorsports Hall of Fame 1990.

## F1-karriär
| Säsong | Stall/Tillverkare                  | Poäng | Placering |
| ------ | ---------------------------------- | ----- | --------- |
| 1971   | Penske-White Racing (McLaren-Ford) | 4     | 16        |
| 1974   | Penske-Ford                        | 0     | –         |
| 1975   | Penske-Ford Penske (March-Ford)    | 2     | 15        |